# Маленький человек. Live
«Маленький человек. Live» — третий концертный альбом Земфиры, выпущенный 23 декабря 2016 года в цифровом формате и на двух CD, при этом их трек-листы отличаются количеством бонус-треков. Альбом был записан в ходе гастрольного тура «Маленький человек»: основой для альбома послужили записи, сделанные во время выступлений певицы в Москве в СК «Олимпийский» 1 и 3 апреля 2016 года, а бонус-треки записаны на концертах в Европе и США в том же году.

## История создания
В конце 2015 года стало известно о новом гастрольном туре Земфиры: в октябре певица дважды объявляла города тура, а в ноябре обнародовала полный список городов и дат. Позднее стало известно, что все музыканты предстоящего тура будут британскими. Гастрольный тур стартовал 4 февраля 2016 года в Омске, а уже 18 февраля, во время концерта в Нижнем Новгороде, певица сообщила, что этот тур — последний в её карьере. Последний концерт тура должен был пройти в Москве в СК «Олимпийский» 1 апреля 2016 года, однако билеты на него были быстро распроданы, из-за чего певица объявила дополнительный концерт «для тех, кто не успел» 3 апреля 2016 года на той же площадке, но билеты в танцевальный партер и на этот концерт были раскуплены менее чем за сутки. В августе того же года Земфира заявила о второй части тура, единственным российским концертом которого стал концерт в Екатеринбурге, все остальные выступления прошли в США и странах Европы. Всего концерты обеих частей гастрольного тура прошли в 11 странах. 28 ноября 2016 года Земфира объявила о выходе концертного альбома «Маленький человек. Live» и концерте-презентации в московском клубе Stadium Live. Альбом был выпущен 23 декабря 2016 года на всех цифровых площадках, а также ограниченным тиражом на двух CD для подарочного набора, который был вручён всем пришедшим на концерт.

## Реакция критики
Алексей Мажаев в InterMedia заметил, что к альбому «многие отнесутся как к „артефакту от главной рок-певицы страны“, а пластинка вообще не об этом» и уточнил, что «скорее всего, она [пластинка] сделана для тех, кто хочет послушать не „любимые песни в концертном звучании“, а „как это сделано с музыкальной точки зрения“».

## Список композиций
Слова и музыка всех песен — Земфира Рамазанова.
| №                   | Название                      | Длительность |
| ------------------- | ----------------------------- | ------------ |
| 1.                  | «Снег начнётся»               | 5:37         |
| 2.                  | «Река»                        | 3:29         |
| 3.                  | «Мачо»                        | 4:12         |
| 4.                  | «Жить в твоей голове»         | 5:49         |
| 5.                  | «Гора»                        | 5:14         |
| 6.                  | «Во мне»                      | 4:07         |
| 7.                  | «Блюз»                        | 3:54         |
| 8.                  | «Интересно»                   | 3:10         |
| 9.                  | «За билеты»                   | 4:09         |
| 10.                 | «Прогулка»                    | 3:57         |
| 11.                 | «Кофевино»                    | 4:33         |
| 12.                 | «Брызги»                      | 4:03         |
| 13.                 | «Деньги»                      | 3:43         |
| 14.                 | «Скандал»                     | 2:58         |
| 15.                 | «Мы разбиваемся»              | 4:03         |
| 16.                 | «ПММЛ»                        | 3:35         |
| 17.                 | «Искала»                      | 3:57         |
| 18.                 | «Хочешь»                      | 4:29         |
| 19.                 | «Главное»                     | 4:25         |
| 20.                 | «Из головы»                   | 3:31         |
| 21.                 | «∞»                           | 6:43         |
| 22.                 | «Кувырок» (бонус-трек)        | 4:53         |
| 23.                 | «ЛКСС» (бонус-трек)           | 4:45         |
| 24.                 | «Австралия» (бонус-трек)      | 4:02         |
| 25.                 | «Небомореоблака» (бонус-трек) | 4:07         |
| 26.                 | «Спасибо» (бонус-трек)        | 4:15         |
| 27.                 | «Лампочки» (бонус-трек)       | 7:52         |
| Общая длительность: | Общая длительность:           | 1:59:32      |

| №                   | Название              | Длительность |
| ------------------- | --------------------- | ------------ |
| 1.                  | «Снег начнётся»       | 5:37         |
| 2.                  | «Река»                | 3:29         |
| 3.                  | «Мачо»                | 4:12         |
| 4.                  | «Жить в твоей голове» | 5:49         |
| 5.                  | «Гора»                | 5:14         |
| 6.                  | «Во мне»              | 4:07         |
| 7.                  | «Блюз»                | 3:54         |
| 8.                  | «Интересно»           | 3:10         |
| 9.                  | «За билеты»           | 4:09         |
| 10.                 | «Прогулка»            | 3:57         |
| 11.                 | «Кофевино»            | 4:33         |
| Общая длительность: | Общая длительность:   | 48:11        |

| №                   | Название                | Длительность |
| ------------------- | ----------------------- | ------------ |
| 12.                 | «Брызги»                | 4:03         |
| 13.                 | «Деньги»                | 3:43         |
| 14.                 | «Скандал»               | 2:58         |
| 15.                 | «Мы разбиваемся»        | 4:03         |
| 16.                 | «ПММЛ»                  | 3:35         |
| 17.                 | «Искала»                | 3:57         |
| 18.                 | «Хочешь»                | 4:29         |
| 19.                 | «Главное»               | 4:25         |
| 20.                 | «Из головы»             | 3:31         |
| 21.                 | «Бесконечность»         | 6:43         |
| 22.                 | «Лампочки» (бонус-трек) | 7:52         |
| Общая длительность: | Общая длительность:     | 49:19        |

## Участники записи
- Земфира Рамазанова — вокал, клавишные, гитара
- Фрейзер Маккол — гитара
- Кристофер Дэггер — бас-гитара
- Крейг Лоу — клавишные, гитара, эффекты, программирование
- Хэрри Мид — барабаны, бэк-вокал
- Росс Чапмен — гитара
- Стивен Вестон — программирование
- Вильям Фредерик Бауэрман — программирование
- Рассел Тайт, Дэн Льюис — запись
- Калум Маккол — сведение
- Джордж Шиллинг — мастеринг
- Марина Захарова — фотограф
- Владислав Хайруллин — дизайнер

## Технические данные
- Voom! — студия сведения
- Bank Cottage Studio — студия мастеринга